# 1,2,4-Triazol
El 1,2,4-triazol es uno de los 2 compuestos químicos isómeros con fórmula molecular C2H3N3 llamados triazoles, que tienen un anillo de cinco miembros de dos átomos de carbono y tres átomos de nitrógeno. El 1,2,4-triazol es un heterociclo aromático.
Los derivados de 1,2,4-triazol encuentran su uso en una amplia variedad de aplicaciones, especialmente como antifúngicos tales como fluconazol, itraconazol, voriconazol, posaconazol, epoxiconazol, tebuconazol, flusilazol, paclobutrazol.
La estructura de este anillo aparece en ciertos carbenos N-heterocíclicos.

## Propiedades
El 1,2,4-triazol tiene dos tautómeros: el 1H y el 2-H: como ocurría con su isómero el 1,2,3-triazol.
A altas temperaturas, el 1,2,4-triazol descompone a óxidos de nitrógeno, lo que explica su riesgo de explosión (punto de inflamación 170 °C, temperatura de ignición de 490 °C).

## Síntesis
Se pueden sintetizar compuestos derivados de 1,2,4-triazol a través de la reacción de Pellizzari o de la reacción de Einhorn-Brunner

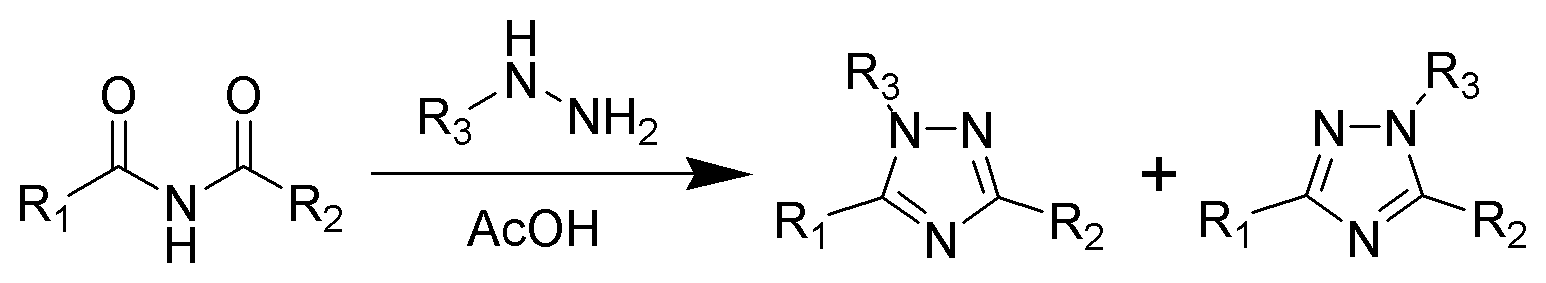
Reacción de Einhorn-Brunner

Reacción de Pellizzari